# Wilfrid Aka
Wilfrid Aka est un joueur franco-ivoirien  de basket-ball, né le 16 juin 1979 à Paris, évoluant au poste d'ailier au club de JSA Bordeaux (NM2).

## Palmarès
- Finaliste du Championnat d'Afrique de basket-ball 2009 avec l'équipe de Côte d'Ivoire de basket-ball